# Limnephilus obsoletus
Limnephilus obsoletus is een schietmot uit de familie Limnephilidae. De soort komt voor in het Palearctisch gebied.